# Валь, Курт (фехтовальщик)
Курт Эмиль Валь (нем. Kurt Emil Wahl; 5 мая 1912, Мелис — 27 декабря 1990, Майзах, Бавария) — западногерманский фехтовальщик. Участник летних Олимпийских игр 1952 года.

## Биография
Курт Валь родился 5 мая 1912 года в немецкой общине Мелис (сейчас часть города Целла-Мелис).
Выступал в соревнованиях по фехтованию за «Мюнхен-1879». В 1952 и 1954 года становился чемпионом ФРГ.
В 1952 году вошёл в состав сборной ФРГ на летних Олимпийских играх в Хельсинки. В личном турнире рапиристов занял 5-е место, выиграв 2 поединка и потерпев 4 поражения. В командном турнире рапиристов сборная ФРГ, за которую также выступали Вилли Фашер, Норман Казмир, Юлиус Айзенекер и Зигфрид Росснер, в 1/8 финала победила Румынию — 10:6, а в четвертьфинальной группе заняла 4-е место, проиграв Венгрии — 2:14, Аргентине — 5:11 и США — 6:10. Также был заявлен в командном турнире саблистов, но не вышел на старт.
В 1955—1976 годах был президентом Баварской федерации фехтования.
Умер 27 декабря 1990 года в немецком городе Майзах.